# Radioamaterstvo
Radioamaterstvo je radiokomunikacijska dejavnost, namenjena za samoizobraževanje, medsebojno komuniciranje in tehnično raziskovanje, ki jo opravljajo radioamaterji izključno iz osebnih nagibov, brez gmotnih koristi in imajo za to opravljen predpisani izpit.
Radioamater je oseba, ki ima radioamatersko CEPT licenco izdano s strani Agencije za komunikacijska omrežja in storitve Republike Slovenije (AKOS), in navezuje dvosmerne radijske stike z drugimi radioamaterji po svetu ali pa se prostočasno ukvarja z radijsko tehniko. Radioamaterji to počnejo kot hobi in za izpopolnjevanje tehničnega znanja.
Radioamaterstvo je organizirana dejavnost. Radioamaterji se združujejo v radioklube ter so njihovi člani.

## Delovanje v okviru civilne zaščite
Radioamaterji delujejo tudi v okviru civilne zaščite. Radioamaterje zavezuje Kodeks aktivnosti radioamaterjev ob nesrečah in nevarnostih (ARON).
V primeru hudih naravnih ali drugih nesreč lahko vzpostavijo zasilno komunikacijsko omrežje, ko običajni sistemi za komunikacijo (npr. telefon in GSM) odpovedo.

### Kodeks ARON
Glavni članek: Kodeks ARON
Kodeks ARON določa pravila vedenja in delovanja radioamaterjev ob nesrečah in nevarnostih, ki so elementarne nesreče (poplave, požari, plazovi, potresi, viharji,...), večje ekološke nesreče ali nevarnosti (onesnaževanje ali ogrožanje okolja), prometne in druge nesreče in nevarnosti večjih razsežnosti.
Namen in cilj delovanja radioamaterjev po tem kodeksu je nudenje pomoči pri zaščiti in reševanju človeških življenj in materialnih dobrin. Delovanje radioamaterjev temelji na humanitarnih, patriotskih in prostovoljnih osnovah v skladu s statutom in normami ter principi Mednarodne radioamaterske zveze (IARU; International Amateur Radio Union).
Vsak radioamater ima pravico aktivirati ARON omrežje, če oceni, da je nesreča ali nevarnost takšnega obsega, da zahteva takojšnje aktiviranje amaterskega radijskega omrežja.
Radioamaterji imajo tudi posebno vlogo ob izpadu drugih načinov telekomunikacije.

## Zgodovina radioamaterstva
Začetki radioamaterstva izvirajo že od samega začetka razvoja radijske tehnike, ki se je pojavila konec 19. stoletja. V tistem času radio še ni bil razširjen, saj so se z njim ukvarjali le fiziki in tehniki, ki so izdelovali prve radijske naprave, poleg tega pa še radijski operaterji. Oboji so v prostem času pričeli raziskovati radijsko tehniko in vzpostavljati privatne radijske zveze, s čimer je nastala radioamaterska dejavnost. 
Radioamaterji so z nenehnim vzpostavljanjem radijskih zvez razvili veliko teorij in predstavili precej iznajdb s področja radijske tehnike, ki so jih prenesli tudi v svet profesionalne radijske tehnike. Prve radioamaterske organizacije so tako nastale v ZDA, v Evropi pa je razvoj za nekaj let ustalila prva svetovna vojna.
Ker se je radioamaterska dejavnost pričela močno širiti, so radioamaterji pričeli povzročati neželene motnje komercialnim radijskim zvezam, zato jim je bilo leta 1912 dodeljeno območje frekvenc nad 1,5 MHz (valovne dolžine pod 200 m), ki je bilo tedaj smatrano kot neuporabno. Ker ustrezna tehnika za izkoriščanje radijskih valov s tako visokimi frekvencami še ni obstajala, so mnogi radioamaterji z dejavnostjo prenehali, drugi pa so odkrili, da je možno z uporabo kratkih valov zaradi sposobnosti odboja od ionosfere z manjšimi močmi in manjšimi antenami vzpostavljati zveze na zelo velikih razdaljah. Posledično se je tudi komercialni radijski promet preusmeril na kratkovalovno področje, vseeno pa so bila radioamaterjem določena frekvenčna območja, ki obstajajo še danes.
Radioamaterji so razvili tudi nekatere zanimive načine za vzpostavitev zvez, kot npr. uporaba odboja radijskih valov od meteorskih sledi in Lune. Ravno tako so radioamaterji med prvimi začeli uporabljati možnost zvez preko umetnih satelitov - prvi radioamaterski satelit OSCAR je bil izstreljen že leta 1961. Plod njihovih raziskav so številne izboljšave in iznajdbe radijske opreme, načini vzpostavitve zvez, različni tipi anten, itd.
Radioamaterji so se v Sloveniji kmalu po 2. sv. vojni začeli združevati v društva - radioklube, kjer so se družili, izmenjevali znanje in izkušnje in to prenašali na mlajše generacije. Zanimanje za to dejavnost je postajalo čedalje večje in večje in sicer v dobi, ko še ni bilo mobilnih telefonov. Radioamaterstvo je še vedno popularno in danes omogoča tudi digitalne načine zvez.

## Radioamaterstvo
Radioamaterstvo lahko na grobo razdelimo na operatorstvo, konstruktorstvo in tehnično-športno disciplino (ARG).
Nekateri radioamaterji so bolj usmerjeni v operatorstvo, drugi pa v konstruktorstvo radijskih naprav, anten in ostalo kar k temu sodi. Med radioamaterskimi vrstami pa se najdejo tudi taki, ki se obema vejama radioamaterstva posvečata enako. Iz vrst slovenskih radioamaterjev pa prihaja veliko odličnih tekmovalcev v radioamaterskih športih. Radioamaterje lahko najdemo tudi v vrstah slovenske vojske, saj jim radioamaterstvo nudi dodatno znanje na področju telekomunikacij.
Radioamater pri delu uporablja znanja iz elektronike, konstruktorstva, znanje iz širjenja radijskih valov, znanje iz področja radijskih razmer (propagacij) v atmosferskih plasteh, iz področij astronomije, uporablja veščine operatorstva - vzpostavljanja zvez, orientacije ter posredno še nekaj ostalih znanj in veščin.

## Radioamaterska organizacija v Sloveniji
V Sloveniji se radioamaterji združujejo v radioamaterska društva - radioklube, ti pa so povezani v Zvezo radioamaterjev Slovenije.
Zveza radioamaterjev Slovenije je od leta 1992 včlanjena v Mednarodno radioamatersko zvezo (IARU), ki je bila ustanovljena leta 1925 v Parizu, sedaj pa ima sedež v ZDA. Slovenija pa je od leta 1992 včlanjena v mednarodno telekomunikiacijsko zvezo ITU (International Telecommunication Union), ustanovljeno 1865 v Ženevi, Švica, in deluje pod okriljem Organizacije združenih narodov (OZN).

## Klicni znaki
Radioamaterji za identifikacijo v radijskem spektru uporabljajo identifikacijske znake - klicne znake. Vsak licencirani radioamater ima svoj klicni znak. Klicni znaki so sestavljeni iz predpone, ki predstavlja državo. V primeru Slovenije je predpona S5, sledi pa pripona, ki predstavlja točno določeno osebo ali organizacijo (radioklub). Pripona je pri radioamaterjih sestavljena iz ene številke (od 0 do 9) ter ene, dveh ali treh črk (A-Z).
Primer: S50ZRS je klicni znak Zveze radioamaterjev Slovenije.
Klicne znake uporabljajo tudi za identifikacijo letal, balonarji in podobne organizacije in združenja.
Obstajajo tudi klicni znaki z drugačno sestavo. Takšni klicni znaki so običajno jubilejni - npr. ob obletnicah klubov, dogodkov, itd, lahko pa tudi v čast nekega velikega dogodka, kot je bilo recimo svetovno nogometno prvenstvo (primeri: S50SOTA, S560L, S566D, DR34AGCW, LX2007L, DA0FIFA, YO600BC, DQ80IARU, LZ1900K, DQ11APOLLO, LY999X, ...).

## Radioamaterske športne discipline
Med radioamaterske športne discipline spadata operatersko tekmovanje (ti. radioamaterski contest) in tehnično-športna disciplina Amaterska radiogoniometrija (ARG), imenovana tudi lov na lisico oziroma ang. ARDF.

### Radioamaterska operatorska tekmovanja
Radioamaterstvo sestavlja tudi tekmovalna disciplina, ki ji popularno radioamaterji rečejo kar contest. Obstaja več vrst tekmovanj. Bistvo vseh je, da radioamater poskuša vzpostaviti čim več radijskih zvez v naprej določenem času.
- Tekmovanja se med seboj razlikujejo po dolžini trajanja. Obstajajo taki, ki trajajo samo dve uri, nekaj ur, pa vse do 48 ur. Obstajajo tudi kumulativna tekmovanja, ki lahko trajajo tudi celo leto. Načeloma velja, da mora operater v času tekmovanja vzpostaviti čim več zvez.
- Tekmovanja se razlikujejo po območju izvajanja. Obstajajo nacionalna, območna, celinska, (več držav...) ter svetovna tekmovanja. Pri tem so nekatera omejena tako, da se radijske zveze izven določenega območja ne priznajo, nekatera tekmovanja pa upoštevajo tudi zveze izven tega območja in jih pravila tudi drugače vrednotijo.
- Med seboj pa se tekmovanja razlikujejo tudi po uporabljeni modulaciji ter frekvenčnem pasu. Pogosto ta dva dejavnika vplivata na kategorijo v kateri je tekmovalec točkovan. Na kategorijo pa pogosto vpliva tudi moč oddajnika.

Za točkovanje se po navadi pri različnih tekmovanjih upoštevajo različni kriteriji. Med kriterije pa lahko spadajo podatki, kot so: število vseh zvez; število držav, con, celin s katerimi je bila vzpostavljena radijska zveza; v nekaterih tekmovanjih pa se upošteva tudi zračna razdalja med dvema operaterjema, ki sta zvezo vzpostavila. Pri nekaterih tekmovanjih se upoštevajo še množitelji točk, ki so lahko število različnih letnic, različnih klicnih znakov itd.

### ARG - Amaterska Radio Goniometrija
Glavni članek: ARG
ARG je radioamaterska športno tekmovalna disciplina, s tujko imenovana ARDF (Amateur Radio Direction Finding).
Osnova te discipline je radio goniometrija, kar v prevodu pomeni določanje smeri radijskega oddajnika z uporabo radijskega sprejemnika. 
Tekmovanje poteka tako, da so na nekem območju (po navadi gozd) pred tekmo postavljeni radijski oddajniki, ki oddajajo signal v telegrafiji (CW). Vsak oddajnik oddaja identifikacijski signal v predpisanem časovnem zaporedju, tako, da je signale oddajnikov med seboj mogoče ločiti. Tekmovalci uporabljajo radijske sprejemnike, s katerimi ugotavljajo smer iz katere prihaja signal. Cilj tekmovanja je v najkrajšem možnem času najti vse skrite oddajnike, pri katerih tekmovalec registrira uspešno najdbo oddajnika, in potem kar se da hitro pride na cilj. Zmagovalec je tisti, ki odkrije največ oddajnikov v najkrajšem času.
Tekmovanja se med seboj razlikujejo po frekvenčnem območju oddajnika in temu primerni so tudi sprejemniki in antene. Obstajajo klubska, državna, celinska in svetovna tekmovanja v tej disciplini.
V pogovornem jeziku pa se pogosto za to disciplino uporablja izraz "Lov na lisico". Izvor tega izraza ni popolnoma znan, najverjetneje pa gre za podobnost tehnike sledenju lisic in drugih divji živali, ki na sebi nosijo oddajnik. Iz tega izraza so nato nastala poimenovanja kot so "lisica", ki je skrit oddajnik in "lovec" ki pa predstavlja tekmovalca. Sprejemnik za določanje smeri pa se po tem izrazu imenuje "lisičar".

## Ostale dejavnosti radioamaterjev
Radioamaterstvo ima še mnogo drugih dejavnosti, ki spadajo pod ta pojem.
Dejavnosti lahko ločimo na dva dela in sicer konstruktorstvo in operaterstvo. Poleg teh dveh delov, pa se radioamaterji občasno ukvarjajo še s posebno dejavnostjo na področju civilne zaščite, saj jih zavezuje kodeks ARON (Kodeks aktivnosti radioamaterjev ob nesrečah in nevarnostih).

### SOTA
Glavni članek: SOTA (radioamaterstvo)
SOTA (Summits on the Air) je operatorska dejavnost, pri kateri operator aktivira vrh gore ali hriba, tako da se nanj povzpne peš in iz njega vzpostavi nekaj zvez. Vrhovi, ki štejejo za aktivacijo, so točno določeni in vsak zase nosijo oznako, ki jih označuje. Slovenija je tako geografsko razdeljena na območja, katera so tudi sestavni del oznake posameznega vrha.
Območja in oznaka:
- Posavsko hribovje, Kozjansko, Bizeljsko (BI)
- Brkini, Kras, Javorniki (BR)
- Škofjeloško, Cerkljansko, Polhograjsko hribovje (CP)
- Bloke, Kočevsko, Bela krajina, Gorjanci (RG)
- Goričko, Slovenske Gorice, Haloze (GS)
- Julijske Alpe (JA)
- Kamniško-Savinjske Alpe (KS)
- Pohorje, Kozjak (PK)
- Karavanke (KA)
- Trnovski gozd, Idrijsko hribovje, Kambreško (TK)

Vsak vrh ima svojo oznako območja in zaporedno številko. Primer: JA-001 je oznaka za Triglav.
Aktivatorji so tisti, ki vrh aktivirajo, in za aktivacijo prejmejo točke. Število točk je odvisno od nadmorske višine vrha, katerega aktivirajo. Za aktivacijo vrha je potrebno predpisano število zvez z "lovci na vrhove", ki so posamezniki, ki z aktivatorjem opravijo radijsko zvezo. Lovec na vrhove tudi zbira točke in sicer za vsako pravilno vzpostavljeno zvezo prejme točke tistega vrha.
Namen SOTA programa je vzpodbuditi radioamatersko dejavnost z vrhov hribov in gora v
državah širom sveta.

### IOTA
Glavni članek: IOTA (radioamaterstvo)
IOTA (Islands on the Air) je operatorska dejavnost pri kateri operator aktivira otok. Otoki in otočja, ki štejejo za aktivacijo so točno določeni in nosijo svojo oznako.

### Ekspedicije
Ekspedicije sodijo pod operatorske dejavnosti, pri katerih se zbere skupina radioamaterjev, lahko tudi eden sam, in se odpravi v drugo državo z namenom vzpostavljanja zvez. Ekspedicije oziroma odprave se pogosto izvajajo iz bolj eksotičnih držav, v katerih običajno ni velike radioamaterske aktivnosti. Ekspedicije se pogosto organizirajo v času tekmovanj, saj je aktivnost na frekvencah takrat največja, pa tudi zato, ker so take države bolj iskane in na tekmovanjih prinašajo dodatno število točk.

### Vzpostavljanje zvez preko odbojev
Radijsko zvezo je možno vzpostaviti na več načinov. Eden bolj zanimivih načinov je vzpostavljanje zvez preko odbojev od Lune, meteoritskih sledi, aurore in celo preko letal.
Vzpostavitev zveze preko takih odbojev je možna na višjih frekvencah, na nižjih frekvencah pa gre za odboj od plasti v atmosferi - ionosfere.
Zveze preko odboja od Lune so najbolj pogoste, saj jih je moč vzpostaviti vsak dan. Luna deluje na principu radijskega ogledala, ki signal odbije in ga pošlje nazaj na Zemljo. Signal se z odboji slabi, tako da je odbit signal slabši in slabše razumljiv. Zato je za vzpostavljanje takih zvez potrebno imeti dobro usmerjeno anteno.

### Sateliti
Glavni članek: Satelit
Radioamaterji imajo na določenih satelitih tudi svoje radijske enote, ki signal sprejmejo in ga pošljejo nazaj na Zemljo. To je zelo koristno pri vzpostavljanju daljših radijskih zvez na višjih frekvencah. Za uporabo satelitov je potrebno navpično usmerjanje antene in radijska postaja z ustreznim zamikom frekvenc za delo preko satelitov.

### ATV - Amaterska TeleVizija
Ena izmed dejavnosti radioamaterjev je tudi radioamaterska televizija. To pomeni prenašanje slike preko radijskih valov. Radioamaterji lahko na ta način vzpostavijo video zveze preko radia. Slika se prenaša v živo preko analognega signala, zadnje čase pa se uporablja tudi digitalni prenos slike.
Prenašanje posamične slike, kar tudi delno spada pod amatersko televizijo, pa se imenuje SSTV - ang. Slow Scan TV. Pri tej zvezi se ena slika prenaša od 8 sekund pa tudi do 2 minut, odvisno od načina modulacije. Gre v bistvu za nekakšno izmenjavo sporočil z grafično osnovo. Ta način prenosa slike porabi veliko manjšo pasovno širino kot klasičen ATV, ampak ravno zaradi tega slika ne poteka "v živo". Zadnje čase je ta način komunikacije postal bolj popularen.

### Packet radio
Glavni članek: Packet radio
Packet radio oziroma paketni radio je radio, ki je povezan z računalnikom in je zmožen oddajati digitalen signal. Ta digitalni signal tvori več paketov, v katerih so zapisane informacije. Več packet radiov tvori radijsko omrežje. Poseben tip packet radiov so radijska vozlišča, ki so pogosto postavljena po hribih in opravljajo nalogo posredovanja signala in podatkov do druge oddaljene postaje, ki od prve postaje ni vidna direktno. Packet radio omrežje omogoča različne storitve, kot so DX - cluster, internet, e-pošta,... Prednost omrežja je ta, da so nam te storitve dostopne tudi kjer ni internetnega priključka oziroma ni stalnega vira napetosti.
Omrežje je tudi eksperimentalnega tipa, saj se na njih preizkuša radijska oprema, načini povezovanja med posameznimi postajami, preizkušajo se različni internetni protokoli itd. 
Slovenija ima najhitrejše in najbolj aktivno paketno omrežje na svetu, kar je posledica zainteresiranosti slovenskih radioamaterjev za to dejavnost in pa tudi napredne opreme in tehnologije, ki so jo razvili slovenski radioamaterji sami.

## Pojmi
- Operatorstvo - vzpostavljanje radijskih zvez
- Konstruktorstvo - konstruiranje radijskih naprav, anten in ostalih pripomočkov radioamaterja
- Tehnično-športna disciplina - radioamaterska disciplina, ki temelji na fizičnem gibanju posameznika
- Radijska zveza - zveza (pogovor) med dvema operaterjema, vzpostavljena s pomočjo radia
- ARON - Kodeks aktivnosti radioamaterjev ob nesrečah in nevarnostih
- IARU - Mednarodna radioamaterska zveza (and. International Amateur Radio Union)

## Referenece
1. ↑  »Pravilnik o vrstah amaterskih radijskih postaj in tehničnih pogojih za njihovo uporabo (2.člen - pojmi)«. Uradni list RS, št. 41/1998. 29. maj 1998. Pridobljeno 19. avgusta 2012.